# Nauener Tor
Il Nauener Tor (letteralmente: “porta di Nauen”) è una porta cittadina della città tedesca di Potsdam.
Opera importante in quanto esempio precoce di stile neogotico, ed edificio fra i più noti della città, è posta sotto tutela monumentale (Denkmalschutz).

## Storia
Il Nauener Tor, così denominato perché posto lungo la strada per Nauen,  venne costruito nel 1733 nell’ambito della realizzazione della Akzisemauer, la cinta muraria che in questa parte della città contornava la seconda espansione barocca.
Esso sostituì la porta omonima posta lungo la vecchia cinta muraria, risalente al 1722 e posta anch’essa lungo la Friedrich-Ebert-Straße, ma circa 400 metri prima, all’angolo con la Charlottenstraße.
In origine, il nuovo Nauener Tor aveva un aspetto del tutto simile al vicino Jägertor, con una semplice struttura architravata in stile barocco; nel 1754-55 tuttavia la costruzione venne trasformata aggiungendovi lateralmente due torri e due corpi di guardia in stile neogotico.
La trasformazione della porta venne realizzata sotto la guida di Johann Gottfried Büring, seguendo uno schizzo disegnato personalmente dal re Federico II.
Nel 1867 la struttura originaria della porta, fino ad allora sopravvissuta in mezzo alle due torri, venne abbattuta e sostituita da un arco, anch’esso in forme neogotiche, su progetto di Heinrich L. Mangers; nella stessa occasione furono realizzate le merlature di coronamento delle torri.

## Caratteristiche
La porta è composta da un arco centrale fiancheggiato da due torri, affiancate a loro volta da due corpi di guardia.
La costruzione è in stile neogotico, ispirata sia alle porte medievali della Marca di Brandeburgo, sia agli esempi coevi del neogotico britannico come il castello di Inveraray. La porta rappresenta uno dei primi esempi di neogotico sul continente europeo.